# Scania Fencer
El Scania Fencer es una gama de autobuses integrales fabricados por Scania y carrozados por el fabricante chino Higer Bus que se lanzó inicialmente en el Reino Unido en 2021. Está previsto que el Fencer se ofrezca en variantes de un solo piso (f1), doble piso (f9) y articulado (f18), con opciones de transmisión diésel, híbrida, de biogás y eléctrica.

## Variantes

### Fencer f1
El Fencer f1 de un solo piso fue el primero de la gama Fencer producido por Scania, con producción regular del Fencer f1 a partir de 2022; se ha confirmado que le seguirán variantes de dos pisos, de tres ejes, articuladas y autocares. Scania también planea construir el Fencer según las especificaciones de Transport for London y también está considerando permitir a otros carroceros carrozar el chasis Fencer.
En 2021, se vendió un Fencer f1 de 12 m. y piso único diésel a PC Coaches of Lincoln, tras su uso como demostrador de Scania. Se espera que a finales de 2022 se entregue un demostrador más corto de 10,9 m. para el mercado del Reino Unido con un motor Scania DC07, así como una variante eléctrica con batería.
Q-Park Heathrow Airport fue el primer operador del Reino Unido en realizar un pedido del Fencer f1, encargando once Fencer f1 de 10,9 m. con motores DC07 sobre el nuevo chasis integral, especificado para servicios de autobús de aeropuerto con aire acondicionado y portaequipajes. Los dos primeros Fencer de este pedido entraron en servicio en noviembre de 2022. Otros cinco Fencer f1 sobre chasis Scania K280UB fueron entregados a Ambassador Travel de Great Yarmouth y Pasenger Plus de Tadworth en marzo de 2023.
El operador de autobuses estonio GoBus fue el primer operador de Europa continental en encargar el Fencer f1, recibiendo 24 ejemplares alimentados por GNC, cuatro de los cuales entraron en servicio en el condado de Harju en diciembre de 2021 y los 20 restantes en Narva en junio de 2022.

### Fencer f9
En noviembre de 2021, Scania France recibió el primer autocar escolar Fencer f6, fabricado exclusivamente para su uso en las redes francesas de autobuses escolares, con una capacidad de hasta 63 asientos y cuatro plazas para sillas de ruedas. Este último aumenta la altura del autocar a 3,60 metros, frente a los 3,31 del autocar de biodiésel, ya que las bombonas de biogás se almacenan en el techo. Se realizó medio centenar de pedidos de esta variante, siendo entregados los primeros en junio de 2022.